# Municipio de Rutland (Dakota del Sur)
El municipio de Rutland (en inglés: Rutland Township) es un municipio ubicado en el condado de Lake en el estado estadounidense de Dakota del Sur. En el año 2010 tenía una población de 182 habitantes y una densidad poblacional de 1,95 personas por km².

## Geografía
El municipio de Rutland se encuentra ubicado en las coordenadas 44°3′31″N 96°56′20″O / 44.05861, -96.93889. Según la Oficina del Censo de los Estados Unidos, el municipio tiene una superficie total de 93.17 km², de la cual 92,87 km² corresponden a tierra firme y (0,33 %) 0,3 km² es agua.

## Demografía
Según el censo de 2010, había 182 personas residiendo en el municipio de Rutland. La densidad de población era de 1,95 hab./km². De los 182 habitantes, el municipio de Rutland estaba compuesto por el 96,7 % blancos, el 1,65 % eran amerindios, el 1,65 % eran de otras razas. Del total de la población el 1,65 % eran hispanos o latinos de cualquier raza.